# Radivoï

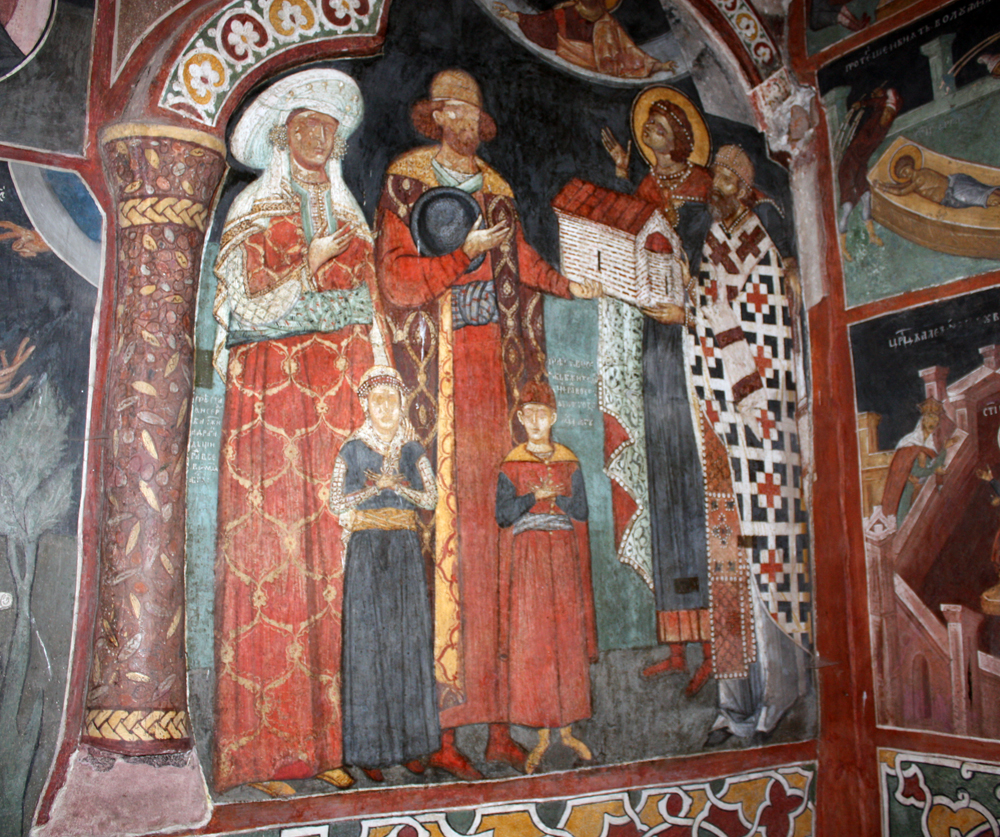
Fresque représentant Radivoï et sa famille remettant une copie du monastère de Kremikovtsi à Saint-Georges.

Radivoï ou Radivoya (en bulgare : Радивой) est un boyard et ktitor bulgare de Sofia ayant vécu au 15e siècle.

## Biographie
Il est connu pour avoir financé la reconstruction du monastère de Kremikovtsi en 1493, à la mémoire de ses deux enfants décédés Todor et Dragana, qui ont probablement par la suite été enterrés près du mur de l'église comme laisse penser la découverte de deux tombes d'enfants lors de travaux de restauration en 1987. Dans le monastère, on peut voir une fresque représentant Radivoï, sa famille et le métropolite Kalevit de Sofia remettant une copie miniature du monastère à Saint-Georges,.